# I Woke Up Early the Day I Died
I Woke Up Early the Day I Died è un film del 1998, scritto da Edward D. Wood Jr., con protagonisti Christina Ricci, Summer Phoenix e Billy Zane.